# Жешовски университет
Жешовският университет (на полски: Uniwersytet Rzeszowski) е държавен университет, разположен в Жешов, югоизточна Полша.
Открит е на 1 септември 2001 г. след сливането на филиала на Университета „Мария Кюри-Склодовска“ в Люблин, Висшия педагогически институт в Жешов и Икономическия департамент на Академията по земеделие „Хуго Колонтай“ в Краков.
Днес има 22 хиляди студенти.

## Галерия
- Факултет по педагогика
- Централна университетска библиотека